# Staatsmacht
Staatsmacht is de macht die een staat kan uitoefenen over zijn staatsvolk en zijn staatsgebied.
Staatsmacht is volgens de driemachtenleer te onderscheiden in een wetgevende macht, een uitvoerende macht en een rechtsprekende macht. Daarnaast hebben staten de macht om verdragen te sluiten met andere staten.
De wetgevende en rechtsprekende macht wordt uitgeoefend door het uitvaardigen van akten zoals wetten en vonnissen. De uitvoerende macht wordt fysiek uitgeoefend, met als uiterste verschijningsvorm het uitoefenen van geweld door politie en leger.
Kenmerk van staatsmacht is het oorspronkelijke karakter. Staatsmacht komt van het niveau van de staat zelf en is dus niet door een andere (hogere of lagere) overheid aan de staat toegekend. De staat kan staatsmacht overdragen aan overheidslichamen die zelf geen staat zijn. Zo hebben Franse departementen hun macht te danken aan de Franse staat en heeft de Europese Unie haar macht te danken aan haar lidstaten. 
In een democratische staat geldt het staatsvolk als de legitimatiebron van de staatsmacht. Het volk geldt dan als de soeverein en heeft meestal zichzelf ooit via een grondwetgevende vergadering een grondwet gegeven om de staatsmacht van de staat in te stellen en te reguleren. Als de staatsmacht door een grondwet is ingesteld, dan spreekt men in het Frans van pouvoir constitué, de door de grondwet ingestelde macht.